# 阿莱克修斯
阿莱克修斯或作亚历克修斯（希臘語：Αλέξιος，拉丁化：Alexius）是一个希腊语人名，原意为“守卫者”，在拜占庭帝国后期很常用。其变体包括阿莱克西斯（希腊语：Ἄλεξις，拉丁化：Alexis）以及俄语中的阿列克谢（俄语：Алексей）、乌克兰语的阿列克萨（Oleksa）、阿列克西（乌克兰语：Олексі́й，拉丁化：Oleksij）等。其女性形式为阿莱克西娅及其变体，如意大利语的阿莱西娅（意大利语：Alessia，其男性形式为阿莱西奥Alessio）。

## 统治者
- 阿莱克修斯一世·科穆宁（1048–1118），拜占庭帝国皇帝（1081-1118年在位）
- 阿莱克修斯二世·科穆宁（1167–1183），拜占庭帝国皇帝（1180-1183年在位）
- 阿莱克修斯三世·安格洛斯（1153-1211），拜占庭帝国皇帝（1195-1203年在位）
- 阿莱克修斯四世·安格洛斯（1182-1204），拜占庭帝国皇帝（1203-1204年在位），招引第四次十字军进攻拜占庭帝国
- 阿莱克修斯五世·杜卡斯（1140-1204），拜占庭帝国皇帝（1204年在位）
- 阿莱克修斯一世·大科穆宁（1182-1222），特拉比松帝国皇帝（1204-1222年在位）
- 阿莱克修斯二世·大科穆宁（1282-1330），特拉比松帝国皇帝（1297-1330年在位）
- 阿莱克修斯三世·大科穆宁（1338-1390），特拉比松帝国皇帝（1349-1390年在位）
- 阿莱克修斯四世·大科穆宁（1382-1429）, 特拉比松帝国皇帝（1417-1429年在位）
- 阿列克谢·米哈伊洛维奇·罗曼诺夫（1629–1676），俄罗斯沙皇（1645-1676年在位）
- 阿列克谢·彼得罗维奇（1690–1718），沙皇彼得一世的长子

## 宗教人物
- 阿莱克修斯 (基辅与全罗斯都主教) ，基辅与全罗斯都主教（英语：Metropolitan of Kiev and all Rus'）（1354–1378年在位）
- 阿莱克修斯 (普世牧首)（英语：Patriarch Alexius I of Constantinople），君士坦丁堡普世牧首（1025–1043年在位）
- 阿莱克修斯 (转信者)（英语：Aleksei (convert)） (约1425–1488)，一位皈依犹太教的俄罗斯牧师
- 阿列克謝一世 (莫斯科及全俄羅斯牧首)，莫斯科与全俄罗斯牧首（1945-1970年在位）
- 阿列克謝二世，莫斯科与全俄罗斯牧首（1990-2008年在位）
- 阿莱克修斯 (尼西亚)（英语：Alexius of Nicaea），尼西亚的都主教
- 圣阿莱克修斯（英语：Alexius of Rome），5世纪基督教圣人
- 基辅的圣阿莱克修斯，俄罗斯正教会圣人，参见基辅洞窟修道院的亚伯拉罕与奥涅西穆斯（英语：Abraham and Onesimus of Kiev）

## 其他人物
- 阿莱克修斯·阿波考寇斯，14世纪拜占庭政要
- 阿莱克修斯·阿斯皮特斯（英语：Alexios Aspietes），12世纪末拜占庭官员、将军
- 阿莱克修斯·布拉纳斯（英语：Alexios Branas），12世纪拜占庭将领
- 阿莱克修斯·哈勒比安（英语：Alexios Halebian），美国网球运动员
- 亚历克修斯·迈农，奥地利哲学家
- 阿列克修斯·穆瑟莱 (凯撒)（英语：Alexios Mosele (Caesar)），9世纪拜占庭凯撒
- 阿莱克修斯·巴列奥略 (专制君主)（英语：Alexios Palaiologos (despot)），12世纪末拜占庭贵族
- 阿莱克修斯·菲兰斯罗佩诺斯（英语：Alexios Philanthropenos），13世纪拜占庭将领
- 阿莱克修斯·劳乌尔（英语：Alexios Raoul (protovestiarios)），13世纪拜占庭将领
- 阿莱克修斯·斯特拉特戈普洛斯，13世纪拜占庭将领
- 阿莱克修斯·克西菲阿斯（英语：Alexios Xiphias），11世纪拜占庭帝国的意大利督军
- 阿莱克修斯 (刺客信条)（英语：Alexios (Assassin's Creed)），游戏《刺客信条：奥德赛》中的虚拟人物

|  | 本页或本分段罗列了有着相同名的人物，如果是一个内链将您引导到本页，您可能愿意通过点击对应的链接到达想要的条目。 |